# Џитер
Џитер је нежељена девијација од праве периодичности претпостављеног сигнала у електроници и телекомуникацијама, често у релацији са референтним извором такта. Џитер се може посматрати преко карактеристика као што су фреквенција сукцесивних пулсева, сигналне амплитуде, или фазе периодичних сигнала. Џитер је значајан и генерално нежељен фактор у дизајну већине линкова за комуникацију (нпр. USB, PCI-e, SATA, OC-48). Код апликације за поправљање такта назива се временски џитер.
Џитер се може квантификовати при истим условима као код свих комбинованих променљивих сигнала, на пример, RMS, или peak-to-peak премештање. Као и остали комбиновани променљиви сигнали, џитер се може објаснити као спектрална густина (frequency content).
Период џитера је интервал између два времена максималног (или минималног ефекта) сигналне карактеристике која варира током времена. Фреквенција џитера, чешће цитирана фигура, је инверзна периоду џитера. ITU-T G.810 класификује фреквенције џитера испод 10 Hz као лутање и фреквенције од 10 Hz као џитер.
Џитер може бити узрокован електромагнетном сметњом (ЕМИ) и crosstalk-ом са носачима осталих сигнала. Џитер може узроковати треперење монитора, утицати на рад процесора PC-ева, кликове и друге нежељене ефекте на аудио сигнале и губитак пренесених података између умрежених уређаја. Количина подношљивости џитера зависи од апликације о којој се ради.

## Пробање џитера
Код аналогно-дигиталне и дигитално-аналогне конверзије сигнала, узорковање се врши периодично, уз фиксирани период - време између свака два тестирања је исто. Ако је џитер присутан у такту сигнала у било ком од ова 2 случаја, време између пробавања варира и моментално се јавља грешка. Грешка је пропорцијална slew rate-у жељеног сигнала и апсолутној вредности тактне грешке. Разноврсни ефекти као што су бука (насумични џитер), или спектралне компоненте (периодични џитер) могу зависити од шаблона џитера у релацији са сигналом. Шаблон:Спецификовани може доћи у зависности шаблона џитера у вези са сигналом. У неким условима, мање од наносекунде џитера може смањити ефективну бит резолуцију конвертера са Nyquist фреквенцијом од 22 kHz на 14 бита.
Ово се односи на високофреквентне сигналне конверзије, односно случајеве где је тактни сигнал нарочито склон сметњи.

## Пакетни џитер код рачунарских мрежа
У контексту рачунарских мрежа, џитер је варијација у кашњењу, мерењем као временске промене пакетног кашњења у мрежи. Мрежа са константним кашњењем нема варијације (или џитер). Пакетни џитер се представља као просечна девијација од главног мрежног кашњења. Међутим, за ову употребз, тај израз је непрецизан. Стандардизован термин је "варијација кашњења пакета" (PDV). PDV је битан, квалитет услуге, фактор у процени перформанси мреже.

## Џитер код претраживања CD-ова
У контексту дигитално звучног извлачења из Компакт дискова, претраживачки џитер узрокује да извучени звучни узорци буду удвостручени или потпуно пресколени, уколико CD драјв изврши поново претрагу. Проблем настаје јер Црвена Књига не захтева прецизно блокирање адресирања током претраживања. Као резултат, процес извлачења може рестартовати неколико узорака прерано или прекасно, тако узрокујући дуплирање или прескакање узорака. Ови пропусти звуче као кликтање које се понавља током репродукције. Већина програма за извлачење извршава корекцију џитера при претраживању. Произвођачи CD-ova избегавајуј овај џитер извлачећи цели диск у једном континуалном читању, користећи специјалне моделе CD драјвова, који раде спорије, да драјв не би вршио поновну претрагу.
Мерач џитера је интрумент за тестирање мерења тактних џитер вредности и користи се у прављењу DVD и CD-ROM дискова.
Због адресирања додатног нивоа сектора, додатог у Жутој Књизи, CD-ROM дискови нису склони претраживачком џитеру.

## Метрика џитера
Што се тиче тактног џитера, постоје 3 регуларно коришћене метрике: потпуни џитер, периодични џитер, и циклус до циклус џитер.
Потпуни џитер је апсолутна разлика у позицији тактне ивице у односу на место где би идеално требало да буде.
Периодични (циклични) џитер је разлика између било које тактне периоде и идеалног/просечног тактног периода. Складно томе, може се схватити као дискретно временски извод потпуног џитера. Периодични џитер је важан код синхроних кола као што су дигиталне машине, где је операција без грешака у колу ограничена најкраћим могућим тактним периодом и учинак кола је ограничен од стране просечне тактне периоде. Синхрона кола, дакле, иамају корист од минимизирања. Период џитера, тако да се најкраћи тактни период приближава просечној тактној периоди.
Циклус до циклус џитер је разлика у дужини/трајању између било која два суседна тактна периода. Према томе, може се сматрати дискретно-временским изводом периодичног џитера. Може бити битно за неке типове кола за генерисање такта, које се користе код микропроцесора и RAM интерфејса.
С обзиром да имају механизме различитих генерација, различите ефекте кола и различите методе мерења, корисно је квантификовати их посебно.
У телекомуникацијама, јединица која се користи за горенаведене типове џитера је обично Јединични интервал (UI) који квантификује џитер по фракцији идеалног периода на једном биту.  Ова јединица је корисна јер мери тактну фреквенцију и тако обезбеђује да релативно споро повезивање као што је T1 буде упоређено са високобрзинским интернет линковима као што је OC-192. Апсолутне јединице као што је пикосекунда се чепће јављају код апликација микропроцесора. Јединице степени и радијани се такође користе.
Ако џитер има Гаусову расподелу, обично се квалификује користећи стандарду девијацију ове дистрибуције (RMS). Дистрибуција џитера је често врло не-Гаусова. Ово се може десити уколико је џитер узрокован спољним изворима као што је бука при напајању. У овим случајевима, peak-to-peak мерења су кориснија. Многи покушаји смислене квантификације дистрибуције су направљени који нису ни Гаусова, нити имају значајне максимуме (што је случај код свих реалних џитера). Сви имају мане, али већина је довољно добра за сврхе инжењерства. Запазите да је, типично, референтна тачка за џитер дефинисана тако је средња вредност џитера 0.
Код умрежавања, код специфичних IP мрежа као што је Интернет, џитер може бити варијација (статистичка дисперсија) код кашњења пакета.

## Врсте

### Насумични џитер
Насумични џитер, познат као Гаусов џитер, је непредвидива електронска тактна бука. Насумични џитер типично прати Гаусову дистрибуцију или нормалну дистрибуцију. Верује се да прати овај шаблон јер већина буке или џитера код електричних кола је узроковано термалном буком, која има Гаусову дистрибуцију. Јос један узрок што насумични џитер има овакву расподелу због теореме централног лимита. Теорема централног лимита каже да се композитни ефекат многих неповезаних извора буке, без обзира на дистрибуцију, приближава Гаусовој дистрибуцији.
Једна од главних разлика између насумичног и одређеног џитера је чињеница да је одређени џитер ограничен, за разлику од насумичног.

### Одређени џитер
Одређени џитер је тип такт џитера или џитера података сигнала који је предвидив и створљив. Peak-to-peak вредност овог џитера је ограничена и границе се могу лако посматрати и предвидети. Одређени џитер може бити повезан или са током података(џитер зависан од података) или не повезан (ограничени неповезани џитер). Примери џитера зависног од података су duty-cycle зависни џитер и intersymbol interference.
Одређени џитер (DJ) има не-Гаусову вероватноће.
| n   | BER   |
| --- | ----- |
| 6.4 | 10−10 |
| 6.7 | 10−11 |
| 7   | 10−12 |
| 7.3 | 10−13 |
| 7.6 | 10−14 |

### Потпуни џитер
Потпуни џитер (T) је комбинација насумичног џитера (R) и одређеног џитера (D):
T = Dpeak-to-peak + 2× n×Rrms,
код кога је вредност n базирана на стопи грешке бита (BER).
Честа стопа грешке бита коришћена у комуникационим стандардима као што је Етернет је 10−12.

## Тестирање
Важност тестирања џитера и мерења истог постаје све већа инжењерима електронике, због повећаних тактних фреквенција код дигиталних електронских кола, због достизања бољих перформанси уређаја. Више тактне фреквенције имају сразмерно мање отворе и због тога намећу мању толеранцију на џитер. На пример, модерне рачунарске матичне плоче имају серијске магистрале архитектуре са отворима од по 160 пикосекунди или мање. Ово је, у поређењу са паралелним магистралама архитектуре еквивалетних перформанси око 1000 пикосекунди, екстремно мало.
Тестирање перформанси уређаја на толеранцију на џитер често укључује убацивање џитера у електронске компоненте са специјализованом опремом за тестирање.
Џитер се мери и процењује на разне начине, у зависности од типа кола које се тестира. На пример, џитер код серијских магистралних архитектура се мери помоћу eye diagrams, према прихваћеним стандардима. Мање директан приступ се користи при мерењу пиксел џитера код fram grabbers, код ког су аналогни таласи дигитализовани и добијени подаци анализирани. У свим случајевима, циљ мерења џитера је верификација да џитер неће реметити нормалан рад кола.
Постоје стандарди за меру џитера код серијских магистралних архитектура. Ови стандарди покривају толеранцију на џитер, функцију за пренос џитера и стварање џитера, са захтевним вредностима ових атрибута, које варирају од апликације до апликације. Тамо где је применљиво, захтевају се компатибилни системи ради усклађивања са овим стандардима.

## Смањење

### Анти-џитер кола
Анти-џитер кола (AJC) су класе електронских кола дизајнираних за смањење нивоа џитера код регуларног пулсног сигнала. AJC оперишу поново мерећи излазне пулсеве, да би се што боље поравнали са идеалним пулсним сигналом. Доста се користе код тактних кола и кола за спасавање података у дигиталним комуникацијама, као и код система за мерење података као што је аналогно дигитални конвертер и дигитално аналогни конвертер. Примери анти-џитер кола укључују фазно закључану петљу и одложно закључану петљу. Унутар дигитално аналогног конвертера џитер узрокује нежељене високо фреквентивне дисторзије. У овом случају, могу се угушити употребом високо прецизног (HiFi) тактног сигнала.

### Џитер бафери
Џитер бафери или де-џитер бафери се користе против џитера насталог нагомилавањем пакетно замењене мреже тако да континуална репродукција аудио (или видео) записа преко мреже може бити обезбеђена. Максимални џитер коме се де-џитер бафер може супротставити је једнак заксшњењу баферовања поњелог пре репродукције mediastream-а. У контексту пакетно замењених мрежа, израз варијација закашњење пакета се често користи уместо џитер.
Неки системи користе софистициране де-џитер бафере оптимизоване за закашњење, који су способни да прилагоде закашњење баферовања да би се промениле мрежне џитер карактеристике. Ови бафери се називају адаптивним де-џитер баферима и логика прилагођавања се заснива на проценама џитера израчунатим од arrival characteristics of the media packets. Адаптивно де-џитеровање укључује прекиде репродукције медија, који могу сметати слушаоцу или гледаоцу. Адаптивно де-џитеровање се примењује за аудио репродукцију код VAD/DTX шифрованих звука, чиме се омогућава подешавање периода тишине, којим се минимизује перцептивни утицај прилагођавања.

### Деџитеризер
Деџитеризер је уређај који смањује џитер на дигиталном сигналу. Деџитеризер се обично састоји од еластичних бафера код којих је сигнал привремено складиштен и онда реемитован просечном стопом базираном на стопи долазног сигнала. Деџитеризер је обично неефикасан у раду са нискофреквентним џитером, као што је waiting-time џитер.

### Филтрација
Филтер може бити дизајниран да смањи ефекат узроковања џитера. За више информација видетеи "Minimizing the effects of sampling jitters in wireless sensors networks" од S. Ahmed и T. Chen.

## Видео и слика џитер
Видео и слика џитера се дешава када хоризонталне линије видео слике буду насумично померене услед неисправности сигнала за синхронизацију електромагнетних сметњи током видео преноса. Студија о деџитеровању је извршена у оквиру фрејмворка дигиталне слике/видео ресторације.